# Jeff Jost
Jeffrey William „Jeff“ Jost (* 2. Januar 1948 in New York, New York) ist ein ehemaliger US-amerikanischer Bobsportler.
Jost begann seine sportliche Karriere als Schwergewichtsringer an der Highschool in Levittown (New York). Später wechselte er zum Bobsport und nahm an zwei Olympischen Winterspielen teil. 1980 in Lake Placid trat er mit Dick Nalley, Howard Siler und Joe Tyler im Viererbob an und belegte Rang 13. Bei den Winterspielen 1984 in Sarajevo verbesserte er sich mit seinen Teamkollegen Joe Briski, Tom Barnes und Hal Hoye auf den 5. Platz.
Nach seiner aktiven Karriere war Jost als Co-Trainer des US-amerikanischen Bobteams aktiv und arbeitete als State Trooper in New York.